# پان‌اسلاویسم

نقشه اراضی مورد ادعای پان اسلاویسم

پان‌اسلاویسم جنبشی سیاسی در اواسط قرن ۱۹ بود که به اتحاد کلیه اسلاوها اشاره داشت. بخش بزرگی از توجه این جنبش به شبه جزیره بالکان بود که در آنجا، اسلاوهای جنوبی تحت سلطهٔ امپراتوری عثمانی و امپراتوری اتریش-مجارستان قرار داشتند. این موضوع همچنین به عنوان یک ابزار سیاسی توسط امپراتوری روسیه و اتحاد جماهیر شوروی سوسیالیستی (که در دهه‌های بعد بلوک شرق را به وجود آورد) استفاده می‌شد.